# Benjamin Declercq
Benjamin Declercq (Courtrai, 4 de febrero de 1994) es un ciclista belga que fue profesional entre 2017 y 2022.
Es hermano del ciclista profesional Tim Declercq.

## Palmarés
No consiguió victorias profesionales.

## Equipos
- DJ-Matic Kortrijk (2006-2012)
- EFC-L&R-Vulsteke (2013-2016)
- Sport Vlaanderen-Baloise (2017-2019)
- Arkéa Samsic[3] (2020-2022)